# Li Keqiang
Li Keqiang (李克強T, 李克强S, Lǐ KèqiángP; Hefei, 1º luglio 1955 – Shanghai, 27 ottobre 2023) è stato un politico cinese, dal marzo 2013  al marzo 2023 primo ministro cinese, nonché membro del Comitato permanente dell'ufficio politico del Partito Comunista Cinese, secondo in ordine di importanza dopo il segretario generale Xi Jinping.
Membro preclaro del Tuanpai, noto per le sue posizioni riformiste, designato successore di Wen Jiabao al XVIII Congresso del Partito nel 2012, è subentrato nel 2013 alla carica di primo ministro. Al governo si è pronunciato per l'attuazione di progetti di ristrutturazione dell'economia cinese, soprattutto in campo sociale (con la concessione di diritti e l'aumento dei salari), dove il modello economico eccessivamente sbilanciato sulle esportazioni, ha compresso, secondo Li, i diritti dei cittadini, costringendoli a regimi di lavoro insostenibili.

## Biografia
Li Keqiang è nato a Hefei, nella provincia dell'Anhui, figlio di un funzionario locale. Ottenuto il diploma nel 1974, si è laureato in legge nel 1982 presso l'Istituto di economia dell'Università di Pechino e ha poi conseguito un dottorato di ricerca in economia.
Aderì al Partito Comunista Cinese nel maggio 1976, quando durante la Rivoluzione culturale venne inviato a lavorare nelle campagne nel distretto di Fengyang. Nel 1980 divenne segretario della Lega della Gioventù Comunista Cinese all'Università di Pechino. Entrò poi nei vertici del Comitato centrale della Lega della Gioventù Comunista nel 1982 e, successivamente, divenne vicepresidente della Federazione Nazionale della Gioventù come membro del suo segretariato, lavorando a stretto contatto con Hu Jintao, che ne fece il suo delfino. Divenne quindi segretario generale del Comitato centrale della Lega della Gioventù Comunista nel 1993, carica detenuta fino al 1998.
Nel giugno del 1998, all'età di 43 anni, Li divenne il più giovane governatore della Cina quando fu nominato alla carica di governatore dello Henan, una delle province più popolose del paese, che diresse favorendo lo sviluppo economico ed elevandola da area depressa a zona appetibile per gli investimenti (il PIL locale balzò dal 28º al 18º posto nella classifica nazionale). Nella stessa provincia dovette affrontare l'emergenza sanitaria legata al virus HIV diffusosi attraverso le vendita di sangue (sostenute dallo stesso governo provinciale) agli ospedali della provincia responsabili della violazione delle norme di sicurezza. Nel 2004 divenne segretario del partito nel Liaoning, dove avviò un'opera di riqualificazione industriale.
Nell'ottobre del 2007, in occasione del XVII Congresso nazionale del Partito Comunista Cinese, venne eletto nel Comitato permanente del Politburo. Nel 2008 viene eletto vicepremier dall'XI Congresso nazionale del popolo. Il 15 marzo 2013 è eletto premier dal XII Congresso nazionale del popolo, concludendo la fase del cambio di potere in Cina dopo l'elezione del presidente Xi Jinping.

### Premierato (2013-2023)
Il 15 marzo 2013 Li Keqiang è stato, come previsto, eletto primo ministro dalla XII Assemblea nazionale del popolo. Nella stessa Assemblea, il segretario generale del partito Xi Jinping è stato eletto presidente. Li ha sostituito Wen Jiabao, che si è ritirato dopo aver tenuto l'incarico di primo ministro per due mandati. Dei quasi 3.000 legislatori riunitisi all'Assemblea, 2.940 hanno votato per lui, tre i contrari e sei si sono astenuti. Fu eletto per un mandato di cinque anni ma era scontato che avrebbe potuto ricoprire due mandati come il suo predecessore Wen.
Il 16 marzo, l'Assemblea ha selezionato Zhang Gaoli, Liu Yandong, Wang Yang e Ma Kai come vice-primo ministro in seguito alle rispettive nomine di Li Keqiang. Ha pronunciato il suo primo discorso importante il 17 marzo a conclusione dell'Assemblea nazionale del popolo, chiedendo frugalità nel governo, una distribuzione più equa del reddito e una riforma economica continua. Li ha concentrato la sua attenzione sulla Cina per passare a un'economia basata sui consumi invece di fare affidamento sulla crescita guidata dalle esportazioni. Li è stato classificato al 14º posto nell'elenco delle persone più potenti del mondo della rivista Forbes del 2013, dopo aver assunto la carica di primo ministro. Li ha ricoperto l'incarico fino a marzo 2023 quando gli è succeduto Li Qiang.

#### Politica interna
Li ha un retroterra culturale accademico in economia ed è quindi un convinto sostenitore dell'uso di solidi dati economici per aiutare il processo decisionale del governo. È noto per studiare le statistiche economiche e s'interroga regolarmente sull'affidabilità dei dati con cui lavora. Li è stato descritto dai media internazionali come il pioniere dietro il cosiddetto "indice Keqiang", un indicatore di misurazione economica non convenzionale ideato da Li stesso che si diceva aggirasse i numeri ufficiali del PIL, spesso inaffidabili e quindi fungesse da indicatore migliore della salute economica e da un barometro più utile per il processo decisionale. Invece di raccogliere dati sulla sola produzione economica totale, Li ha utilizzato altri tre indicatori per tenere sotto controllo l'economia mentre lavorava nella provincia di Liaoning. Questi erano il volume del carico ferroviario, il consumo di elettricità e il totale dei prestiti erogati dalle banche.

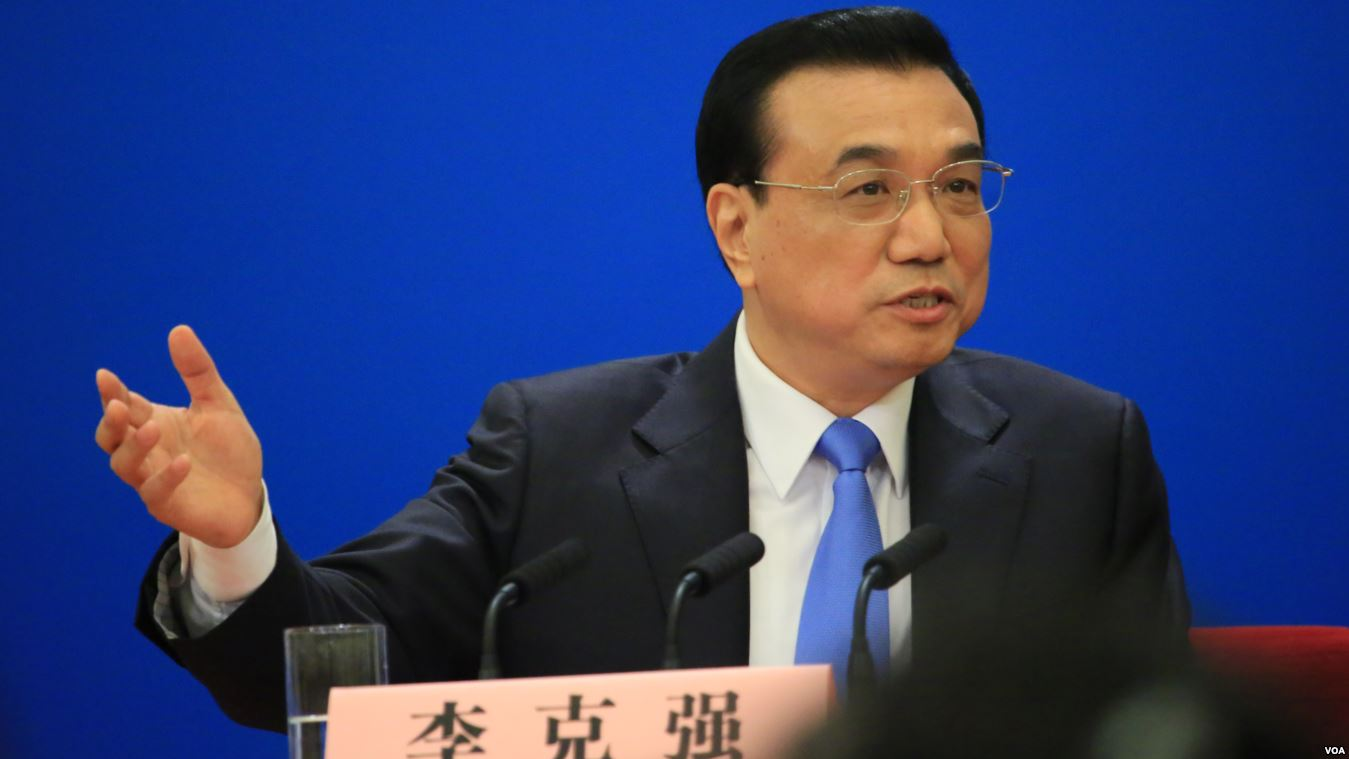
Marzo 2015, Li durante una conferenza stampa con giornalisti cinesi e stranieri

Quando Li è entrato in carica, la Cina stava affrontando numerosi problemi strutturali ereditati dalla precedente amministrazione. Vale a dire, la grande abbondanza di prestiti deteriorati che molti dei giganteschi progetti infrastrutturali intrapresi dal Paese dopo la crisi finanziaria globale sono stati sovraccarichi di debiti schiaccianti e ricavi inferiori alle attese, nonché il divario di ricchezza sempre più ampio. In queste circostanze, si diceva che Li avesse risposto con quella che divenne nota come "Likonomics", un termine coniato dagli economisti della banca d'affari Barclays. Likonomics consisteva in un triplice approccio che includeva la riduzione generalizzata del debito, la fine delle massicce pratiche di stimolo del governo Wen Jiabao e le riforme strutturali. Tuttavia, entro il 2014, le pressioni economiche globali e una diminuzione della domanda di esportazioni cinesi hanno portato a tassi di crescita economica inferiori alle attese. La crescita del PIL su base annua è stata inferiore al 7,5% per la prima volta dal 1989. Il governo di Li ha quindi risposto con tagli alle tasse per le piccole imprese, progetti di ristrutturazione delle aree urbane povere e un altro ciclo di costruzione di ferrovie, in particolare incentrato sulla interno.
Dopo l'annuncio di riforme globali al Terzo Plenum nel 2013, Li è diventato una figura di spicco degli sforzi di attuazione delle riforme del governo. Il Terzo Plenum ha chiesto alle forze di mercato di svolgere un ruolo "decisivo" nell'allocazione delle risorse, apparentemente cercando di ridurre la regolamentazione del governo sul libero mercato. All'inizio del 2014, Li ha affermato che i governi locali erano ancora inefficaci nel seguire le direttive di riforma del governo centrale e che alcuni governi si intromettono in affari in cui non dovrebbero essere coinvolti e alcuni non prestano attenzione alle cose che dovrebbero fare. Li ha sottolineato che il successo delle riforme è dovuto alla "esecuzione e attuazione" e ha criticato i governi locali per non aver agito a sostegno delle riforme.

### Morte
Il 27 ottobre 2023, Li è morto in seguito a un improvviso attacco di cuore, mentre era in vacanza a Shanghai, all’età di 68 anni.

## Vita privata
Era sposato con Cheng Hong, professoressa di Lingua e Letteratura Inglese (soprattutto del Naturalismo Americano) alla Capital University of Economics and Business di Pechino e figlia dell'ex vicesegretario del Comitato centrale della Lega della Gioventù Comunista. Parlava inglese colloquiale.